# Francesco Ruschi
Francesco Ruschi (Rome, 1610 - Trévise, 1661) est un peintre italien (ne pas confodere avec le peintre toscan Francesco Rustici dit Rustichino). Élève du cavalier d'Arpin et influencé par le Caravage, il gagna Venise vers 1625 où il devint un des personnages clés du renouveau artistique de l'école vénitienne.

## Biographie
Francesco Ruschi, peintre né à Rome au début du XVIIe siècle, se forme en fréquentant la « Torretta », un des ateliers les plus actifs et appréciés de la Rome en ce début de siècle sous la direction de Giuseppe Cesari (Cavalier d'Arpin) et l’influence du Caravage, dans la formation romaine de Ruschi, est aussi une composante importante dans l’évolution de l’artiste.
Francesco Ruschi part ensuite à Venise en janvier 1629 comme le stipule son contrat de mariage avec Ludovica Lusi.
À Venise il atteint une position prédominante dans la vie culturelle de la ville en donnant vie aux premiers essais et à la confirmation du courant néo-véronésien.
Ruschi se sert des différents éléments lexicaux du Véronèse pour donner vie, par sa peinture, à un univers à part, fragmenté, emblématique où les éléments architecturaux, les tissus à plis, les visages statuaires exhibent des intentions clairement décoratives.
L’œuvre de Francesco Ruschi est un germe à partir duquel dans les années 1660, avec l’arrivée dans le lagune du Napolitain Luca Giordano, naît le courant des Tenebrosi, un naturalisme à teintes sombres inspiré à Ribera.
Le siècle se termine avec Sebastiano Ricci qui, en partant des Tenebrosi récupère les suggestions du baroque émilien et romain et les implante sur l'héritage du Véronèse dans une alchimie qui accompagne le changement du goût vers le rococo.

## Venise au début duXVIIesiècle
C’est le début du déclin et la République se réfugie dans le mythe et c’est dans ce contexte qu'évoluent des artistes comme le Padovanino, Francesco Ruschi, Pietro Liberi, Francesco Maffei, Giulio Carpioni, Luca Giordano ou encore Sebastiano Ricci.
Dans cette période la peinture vénitienne, au travers du répertoire de la mythologie classique, exprime des messages éthiques et philosophiques qui exaltent Venise en tant que République idéale. Ce programme culturel correspond à un renouveau stylistique de la peinture vénitienne enlisée dans une phase de lassitude créative.
Les artistes de la première moitié du XVIIe siècle récupèrent les traditions de couleur et d’atmosphère typiques de leurs prédécesseurs du XVIe. C’est un retour de la Renaissance exactement au moment où la république s’achemine sur la voie de son crépuscule. C’est le temps de Saraceni, de Varotari, dit le Padovanino, de Carpioni, Frangipane, de Francesco Ruschi, de Federico Cervelli, de Forabosco, Liberi et Maffei. L’histoire de l’art détermine deux lignées thématiques spécifiques à cette époque : l'une qui tend vers des sujets de divertissement pur, traités avec une sensualité raffinée, et l'autre vouée à une peinture historique capable d’unir au plaisir du regard celui du savoir.
Deux voies principales aux tracés entrelacés se constituent donc dans la peinture baroque vénitienne de la première moitié du XVIIe siècle : l’une inspirée de l’engagement passionné du Tintoret avec son vaste répertoire scénographique indispensable à la peinture de narration ; l’autre inspirée du goût du « decorativismo » emprunté à Véronèse.
Le courant néo-véronésien, pour lequel la voix prédominante est celle de Francesco Ruschi, tarde à s’affirmer par rapport au monde néo-tintoretien mais finit par dominer la scène artistique vénitienne.

## Collections, usées et lieux d'exposition
- Musée de la Fondation Querini Stampalia[1] - Venise.
- Collection Banque Populaire de Verona et Novara.
- Ca Venier[2] : Fresques Stanza centrale della foresteria sinistra.
- Duomo de Aviano : Saint Bernard guérissant un aveugle
- Église de San Pietro di Castello : Vierge et Saints
- Metropolitan Museum : S. Orsola
- Odessa Museum : Allégorie de l'été

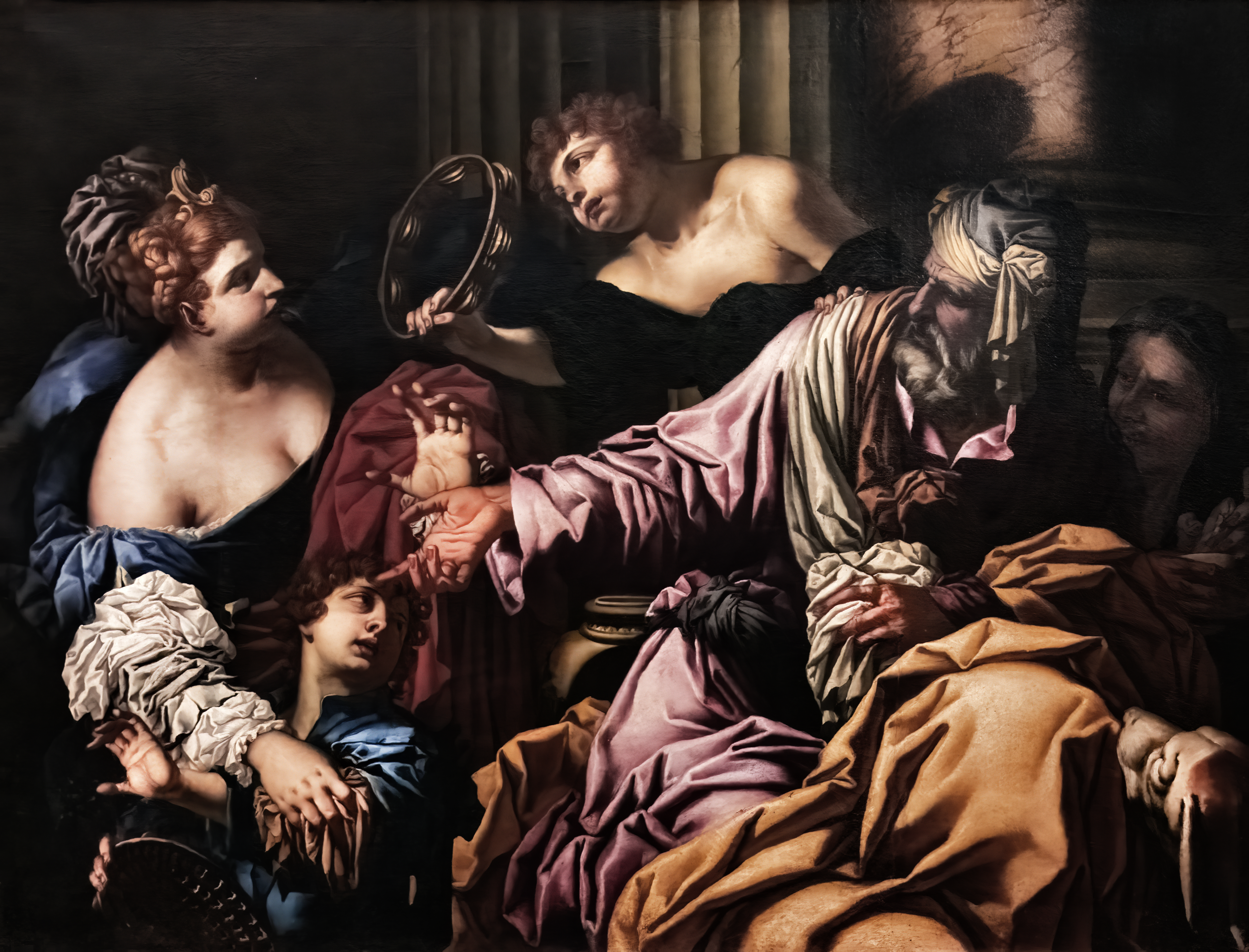
La répudiation d'Agar - Museo civico di Santa Caterina à Trévise
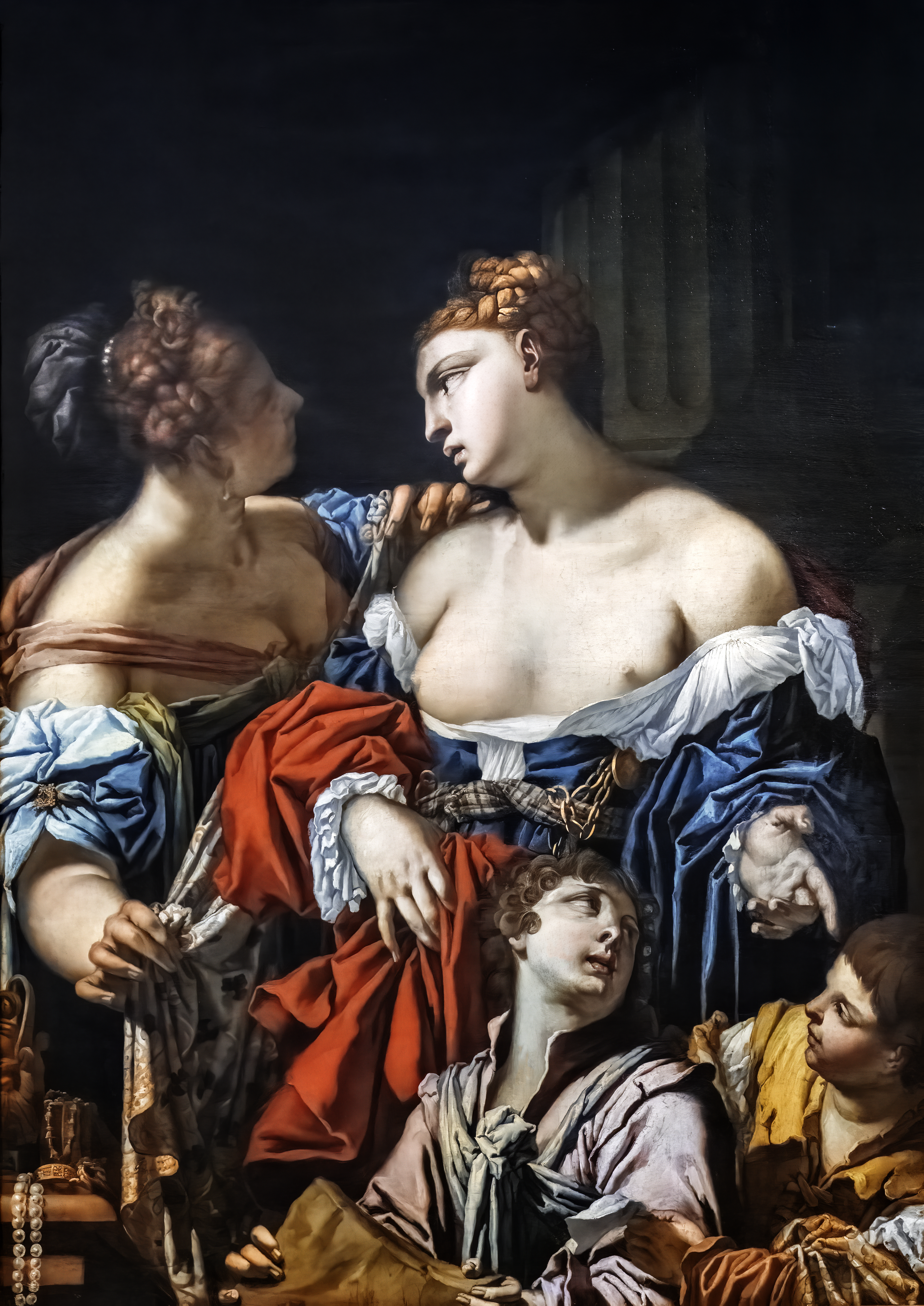
Cornelia mère des Gracchi - Museo civico di Santa Caterina à Trévise
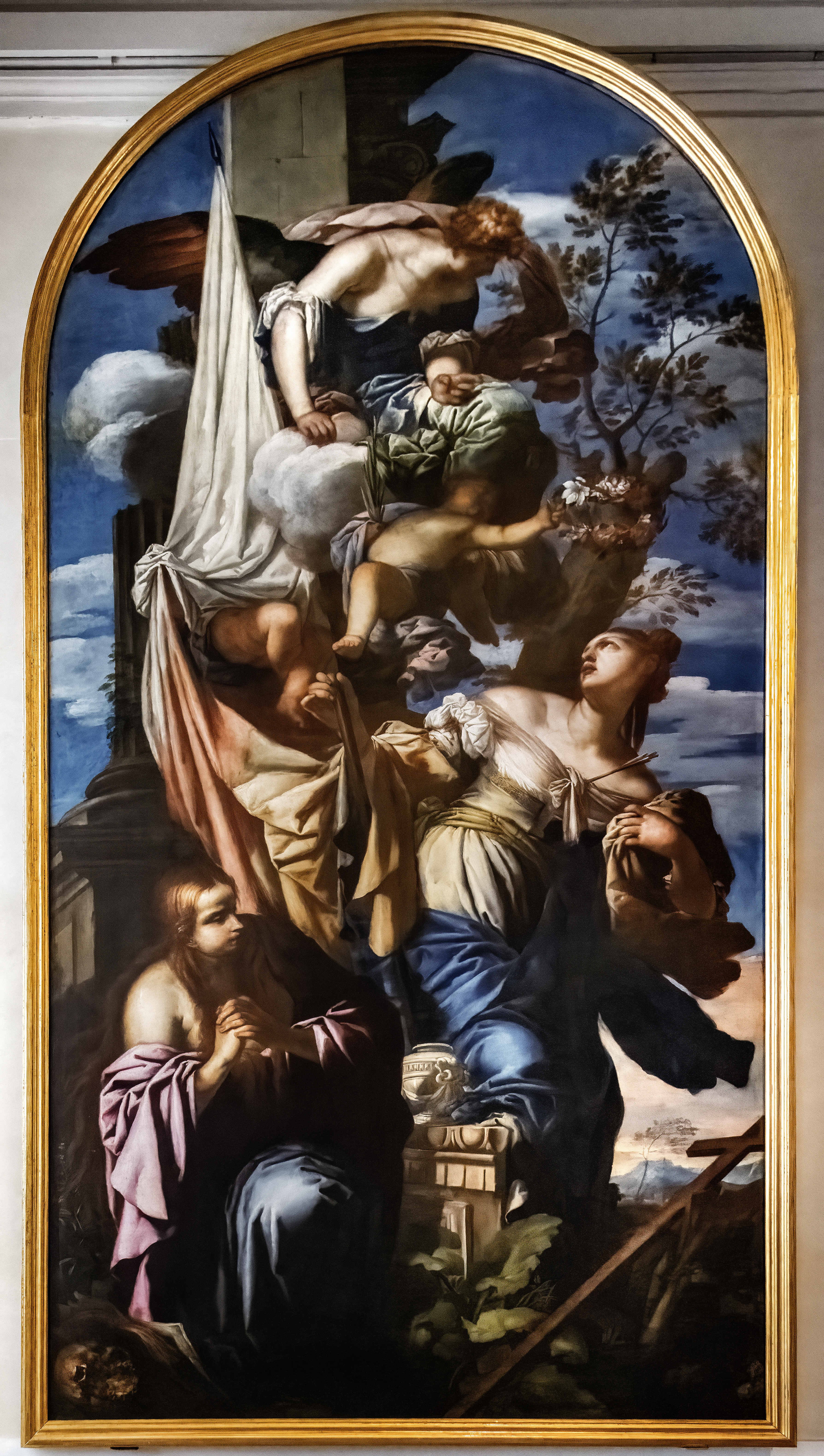
Sainte Ursule et Sainte Marie-Madeleine - Pinacothèque Egidio-Martini Ca'Rezzonico Venise
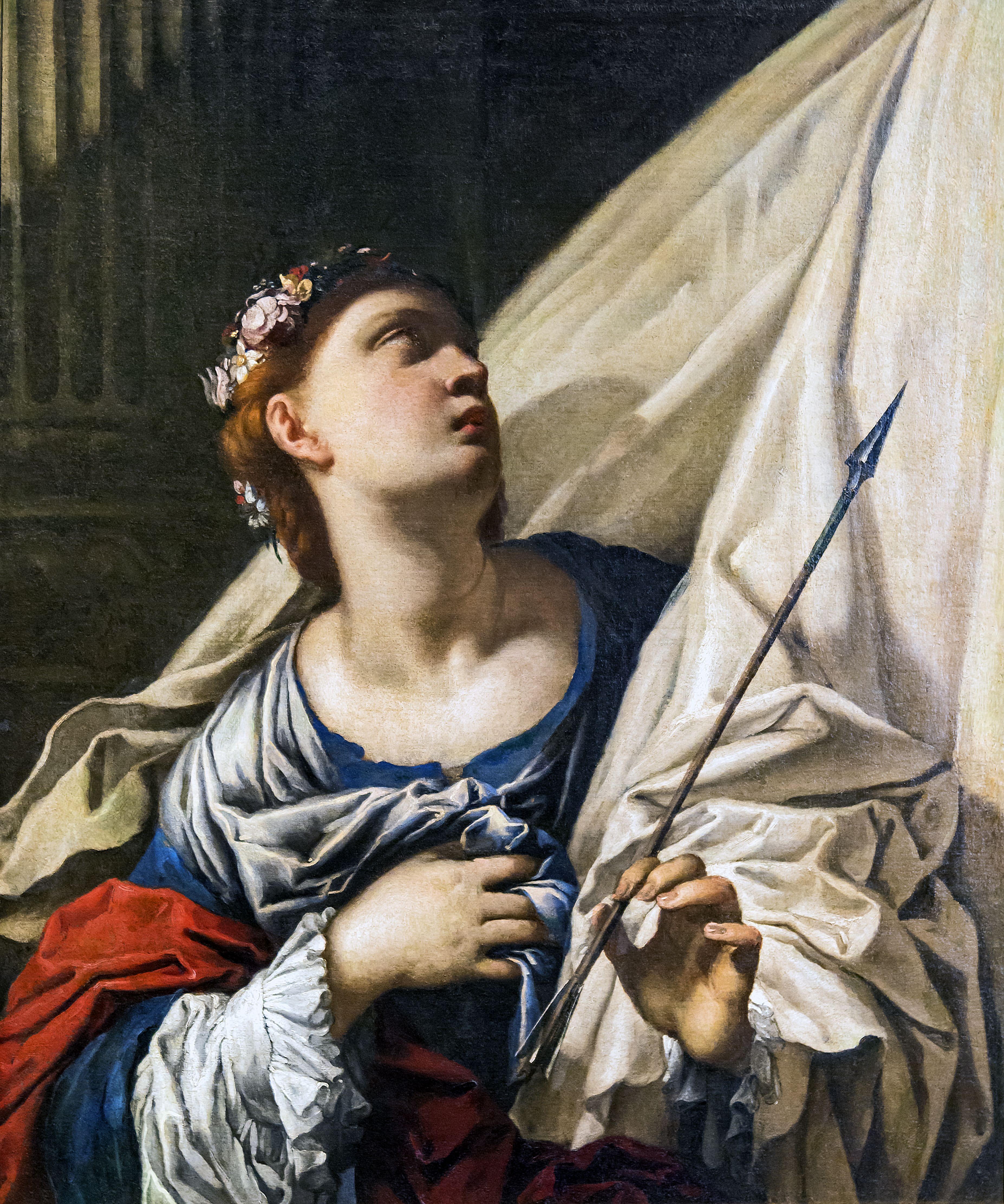
Sainte Ursule, Galeries de l'Académie de Venise.
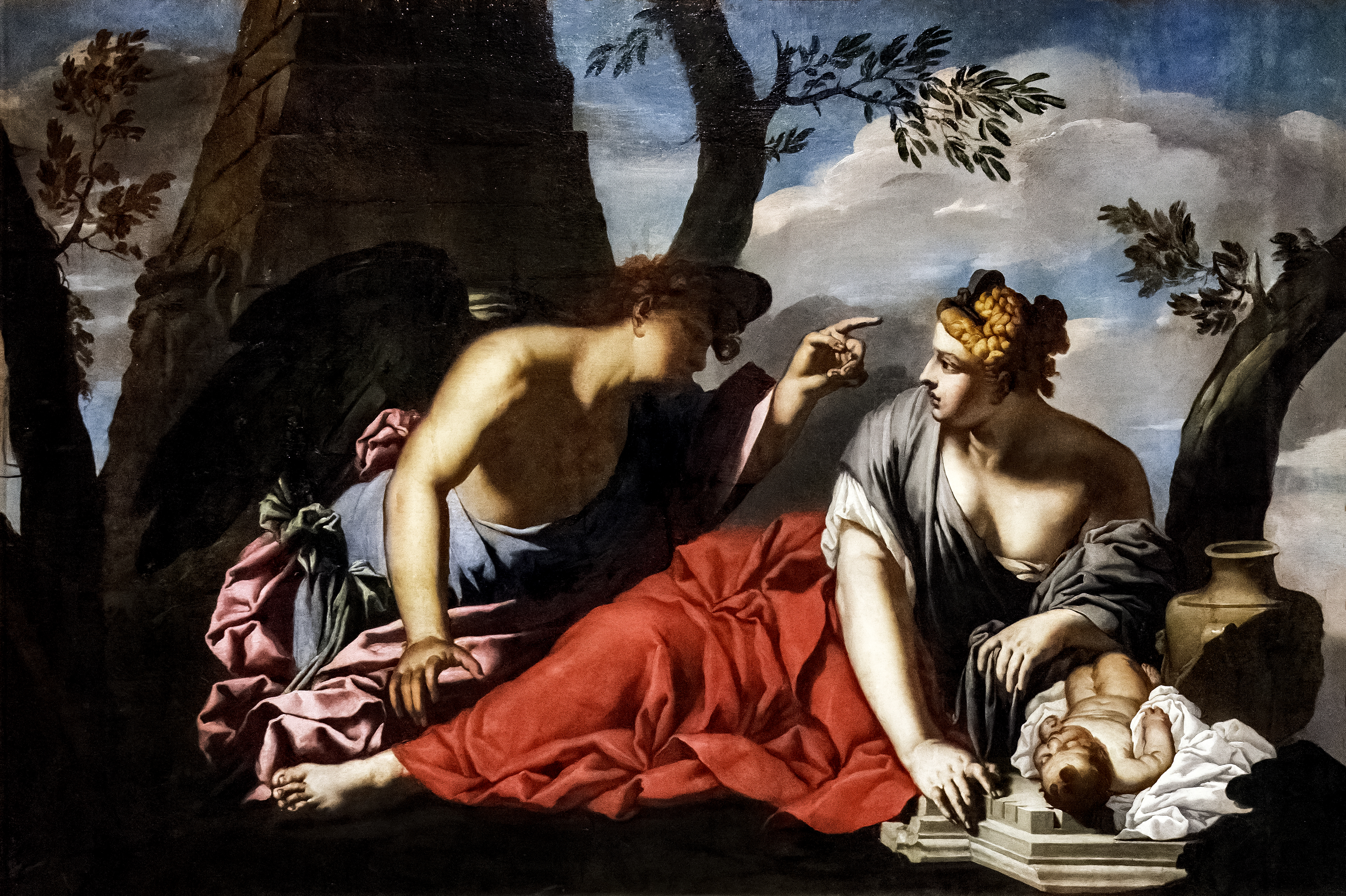
Agar et l'ange dans le désert - Pinacothèque Egidio-Martini Ca'Rezzonico Venise
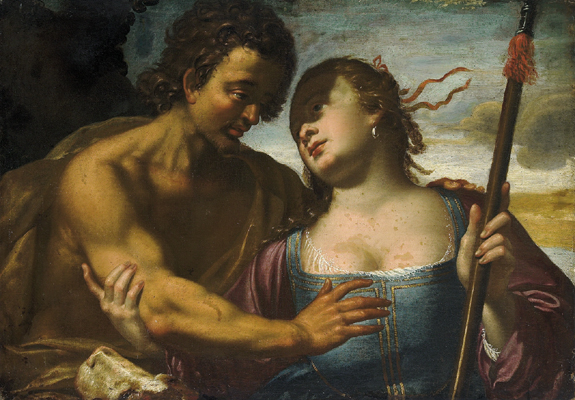
Céphale et Procris Procris offre à Céphale le chien Laelaps et la lance qui ne rate jamais la cible en échange d’une nuit d’amour (vers 1630) huile sur toile, collection privée Lausanne.